# Hans Kiviet
Hans Christer Kiviet (Schiedam, 11 oktober 1947 - Hilversum, 21 februari 2004) was een Nederlandse sportjournalist en televisieverslaggever van autosport, ijshockey en motorsport voor Studio Sport. Kiviet versloeg met zijn kenmerkende stem de motorsport in de glorietijden van de Nederlandse motorsport toen Jack Middelburg, Boet van Dulmen, Wil Hartog, Egbert Streuer en Bernard Schnieders, Wilco Zeelenberg en Hans Spaan zegevierden in het wereldkampioenschap wegrace.

## Persoonlijk
Zelf beoefende Kiviet ook sporten zoals ijshockey, tennis, golf, motor- en autosport. Samen met Rob Dijkstra beoefende hij de endurance motorsport. Hij nam onder het pseudoniem Maarten Tromp in 1969 deel aan de Simca 1000 klasse, won in de klasse tot 850 cc met zijn Fiat Abarth op 31 maart 1970 en nam daarna ook deel aan de Ford Escort Mexico raceklasse Op 21 mei 1973 won hij de eerste race in die klasse en ook daarna startte hij op de nationale races van de Nederlandse Autorensport Vereniging.
Kiviet overleed op 56-jarige leeftijd aan de gevolgen van een hersentumor.